# Jörg von Sachsenheim

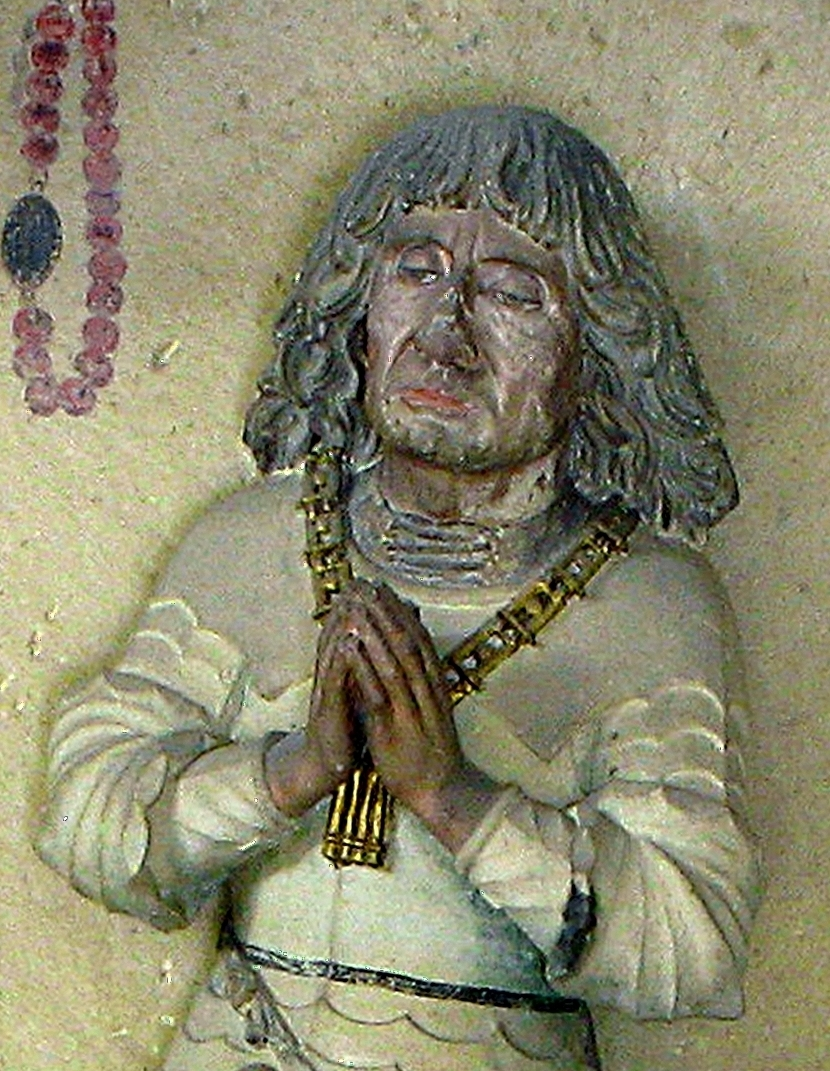
Jörg von Sachsenheim, Ausschnitt aus dem Relief des Sachsenheim-Altars, 1489.

Jörg von Sachsenheim (* 1427; † 25. Juli 1508) war ein württembergischer Jurist. Er war einer der Herren von Sachsenheim. Sein Vater war der Minnedichter Hermann von Sachsenheim, sein jüngerer Bruder der württembergische Landhofmeister Hermann von Sachsenheim. Jörg von Sachsenheim wurde bekannt als Büchersammler und war Besitzer von zwei der ersten vorlutherischen Bibeln in deutscher Sprache, nicht jedoch des Sachsenheim-Gebetbuchs, wie früher angenommen wurde.

## Herkunft
Jörg (Georg) von Sachsenheim wurde 1427 geboren als Sohn des Minnedichters Hermann von Sachsenheim und seiner ersten Frau Agnes Mönch. Sein Vater entstammte einem alten Rittergeschlecht aus Sachsenheim, war von 1419 bis 1442 einer der Räte des württembergischen Grafenhauses und mehrmals Vogt und Lehensrichter. Im hohen Alter wandte er sich der Minnesangdichtung zu. Siehe auch Familie.

## Leben
Jörg von Sachsenheim begann mit 18 Jahren im Wintersemester 1445/1446 ein Studium an der Universität Heidelberg, das er am 30. Juli 1448 als Baccalaureus Artium abschloss. Er erschien oft „als Siegler bei der Abfassung von Urkunden“, so zum Beispiel bei der Unterzeichnung eines Vertrags zwischen den beiden Grafen Eberhard am 22. April 1485 in Stuttgart. Der Vertrag sollte die Streitigkeiten zwischen Graf Eberhard dem Jüngeren und Eberhard dem Älteren (Eberhard im Bart) schlichten und wurde von 6 Sieglern unterzeichnet, darunter „unser lieber, getreuer Jörg von Sachsenheim“ (so Eberhard der Jüngere).
Jörg von Sachsenheim wurde als Junker tituliert, denn er gehörte im Gegensatz zu seinem Vater und seinem Bruder Hermann nicht zum Ritterstand. Er soll Ritter des Deutschen Ordens gewesen sein und war wie sein Bruder Hermann Ritter des Ansbacher Schwanenordens und gehörte wie 5 weitere Sachsenheimer der Rittervereinigung mit Sankt Jörgenschild an.

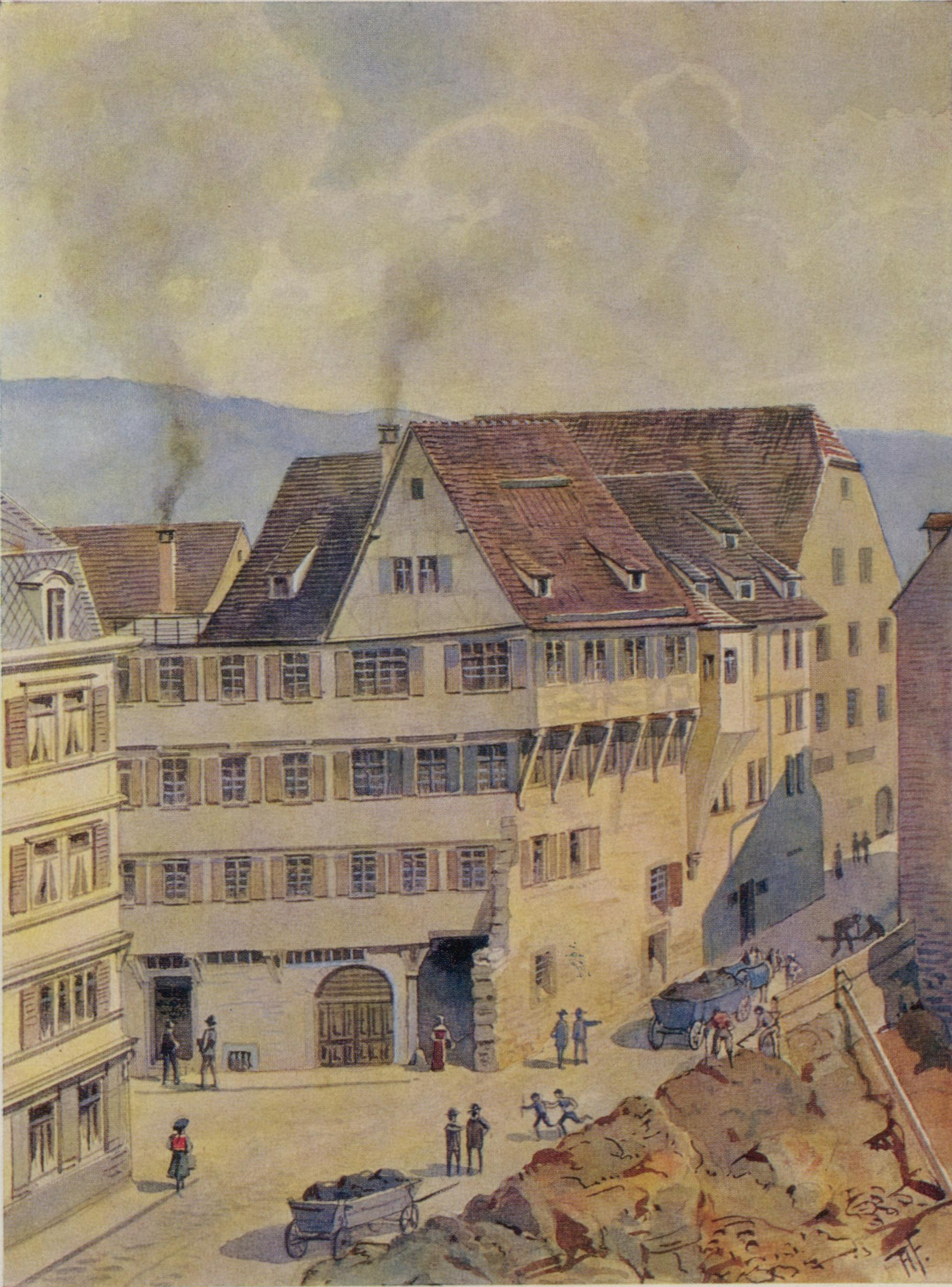
Haus des Minnedichters Hermann von Sachsenhausen (Eckhaus), rechts daneben: Haus seiner Söhne Jörg und Hermann (Erkerhaus), um 1900.

### Vermögen
Nach dem Tod des Vaters 1458 und der Mutter 1459 erbten die Brüder Jörg und Hermann von Sachsenheim eine große Anzahl von Immobilien und Grundstücken in Sachsenheim und rund 80 weiteren Orten, außerdem in Stuttgart einen Teil des Laienzehnten und das Sachsenheim-Haus (siehe unten). Hinzu kamen Abgaben, die ihnen aus ihren Besitzungen zuflossen. Die Sachsenheimer waren so begütert, dass sie auch den württembergischen Herren öfter Darlehen gewähren konnten.

### Sachsenheim-Haus
Nach dem Tod ihrer Eltern ging das alte Sachsenheim-Haus in Stuttgart in den Besitz der beiden Söhne Jörg und Hermann über. Sie bauten 1478 an dieses Gebäude ein weiteres Haus an. Beide Häuser bestanden bis zum Zweiten Weltkrieg, in dem sie zerstört wurden.

### Büchersammlung
Jörg von Sachsenheim war „Besitzer einer heute völlig zerstreuten Bibliothek“. Aus dieser Bibliothek blieben zwei kostbare Bibeln erhalten: ein Exemplar der Mentelin-Bibel, der ersten vorlutherischen Bibel in deutscher Sprache, und ein Exemplar der Eggestein-Bibel, der zweiten vorlutherischen deutschen Bibel. Näheres siehe Sachsenheim-Bibeln.

### Lebensende
Jörg von Sachsenheim starb am 25. Juli 1508 im Alter von 80 oder 81 Jahren. Sein Bruder Hermann starb 4 Monate später am 15. November im Alter von etwa 78 Jahren. Jörg von Sachsenheim wurde in der Hospitalkirche, der zweitwichtigsten Kirche in Stuttgart beigesetzt, für die er 1489 einen Altaraufsatz gestiftet hatte (siehe #Sachsenheim-Altar). In der Kirche St. Fabian und St. Sebastian in Sachsenheim wurde zu seiner Ehre ein Totenschild aufgehängt (siehe #Totenschild).

## Familie
Jörg von Sachsenheims Mutter Anna Mönch war die erste Frau seines Vaters. Die Tochter des Ratsherrn Heinrich Mönch von Rosenberg in Straßburg war Witwe, als sie spätestens 1405 Hermann von Sachsenheim heiratete. Als sie 1431 starb, heiratete Hermann von Sachsenheim im gleichen Jahr Anna von Straubenhardt, die Schwester Hans von Strubenhardt und eine der Erbinnen der Burg und des Vermögens der Edlen von Straubenhardt. Sie starb ein Jahr nach ihrem Mann im Jahr 1459.
Jörgs jüngerer Bruder war der Landhofmeister Hermann von Sachsenheim (1428/1430–1508). Falls Hermann vor 1431 geboren wurde, war er ein Sohn von Anna Mönch, andernfalls von Anna von Straubenhardt. Halbgeschwister aus der zweiten Ehe des Minnedichters waren Agnes von Sachsenheim, die im jugendlichen Alter starb, und Michael von Sachsenheim, der von 1460 bis etwa 1482 als Mönch im Kloster Hirsau bezeugt ist. Margarethe von Sachsenheim, eine weitere Schwester oder Halbschwester, war Priorin in einem Kloster in Lauffen. 1489 schenkte er ihr und ihrem Kloster ein Exemplar der Mentelin-Bibel von 1466, der ersten vorlutherischen deutschsprachigen Bibel.
Jörg von Sachsenheim war verheiratet mit Elisabeth Moll. Als Tochter eines Stuttgarter Ratsherrn gehörte sie zur Ehrbarkeit, dem aufstrebenden Bürgertum.

## Mitgliedschaften
- Deutscher Orden.[14]
- Ansbacher Schwanenorden.[15]
- Rittervereinigung mit Sankt Jörgenschild, Teil am Neckar.

## Sachsenheim-Altar

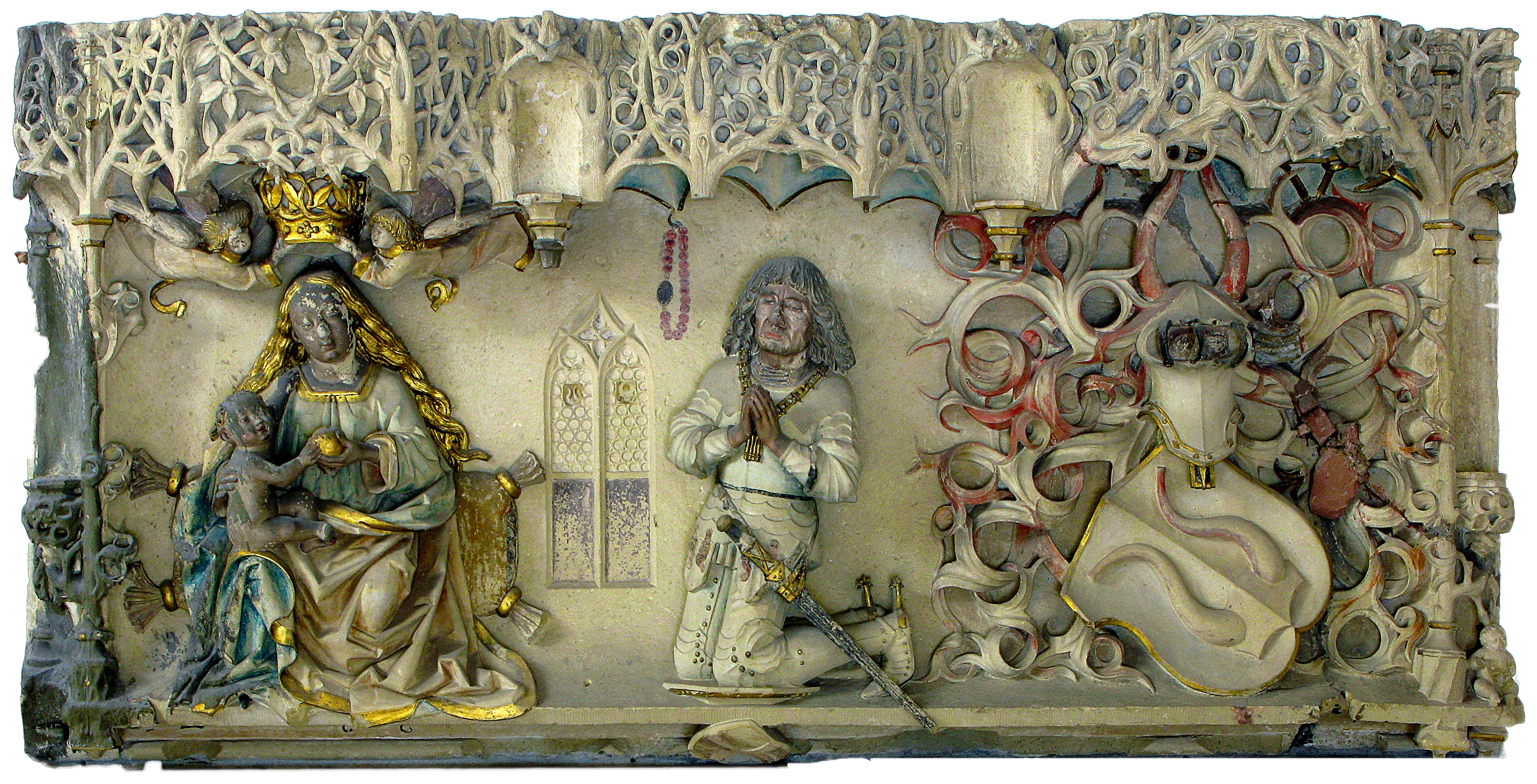
Altaraufsatz des Jörg von Sachsenheim, 1489.

1489 stiftete Jörg von Sachsenheim für die Hospitalkirche, die nach der Stiftskirche zweitwichtigste Kirche in Stuttgart, einen Altaraufsatz aus weißem Sandstein. Das Relief der Vorderseite ist farbig gefasst und stellenweise vergoldet. Es besteht aus drei Bildfeldern, die unter dem ornamentalen Astwerk eines gotischen Baldachins angeordnet sind:
- Maria mit dem Kind. Die Gottesmutter Maria sitzt auf einer Bank und lehnt an einem breiten, durch vier dicke Eckquasten verzierten Rückenkissen. Ihr Gewand fällt in weiten Falten zu Boden, und langes, goldenes Haar wallt von ihrem Haupt herunter. Auf ihrem Schoß sitzt das nackte Jesuskind mit spielerisch gekreuzten Beinchen. Es greift mit einem Händchen nach der goldenen Kugel, die Maria in der Hand hält. Zwei schwebende Engelchen halten eine goldene Krone über ihren Kopf, die in das Rankenwerk des Baldachins übergeht.

- Kniender Stifter. Die Stifterfigur stellt Jörg von Sachsenheim als knienden Ritter dar. Er erhebt die zum Gebet gefalteten Hände vor die Brust und schaut dem Betrachter ins Gesicht. Das dichte Haar fällt in Locken auf die Schultern herab. Das volle, bartlose Gesicht zeichnet sich durch prägnante Züge aus, besonders durch buschige Augenbrauen, eine fleischige Nase und ein energisches Kinn. Er trägt seine Ritterrüstung, zum Zeichen der Ehrfurcht ohne Helm. Um den Hals trägt er die Ordenskette des Schwanenordens, von der Hüfte hängt sein Schwert mit teils vergoldeter Scheide herab, und seine goldenen Sporen ragen auf den Fersen empor. Neben seinem Kopf hängt unter dem Baldachin eine Kette aus dicken, roten Perlen herab, wahrscheinlich auch eine Ordenskette. Zwischen Jörg von Sachsenheim und Maria schimmert undeutlich ein spitzbogiges Butzenscheibenfenster mit dem Büffelhörnerwappen der Herren von Sachsenheim und einem anderen Wappen.

- Büffelhörnerwappen. Vor einem dichten Blendmaßwerk aus kreuz und quer verlaufenden und miteinander verschlungenen Profilen präsentiert sich das weiße, nach links geneigte Büffelhörnerwappen der Herren von Sachsenheim mit nach außen gebogenen Hörnern auf Grind, darüber erhebt sich ein Topfhelm, hinter dessen schwarzem Gittervisier man zwei Augen zu erkennen glaubt. Der Helm wird von einer Helmzier aus zwei nach innen gebogenen Büffelhörnern bekrönt, wie sie bis zum Ende des 14. Jahrhunderts das Wappen der Sachsenheimer zierten.

Die zu dem Altar gehörende Inschrift aus dem Jahr 1489 mit einer Marienanrufung ging verloren. Der Text der Inschrift wurde jedoch überliefert. Demnach war Jörg von Sachsenheim 1489 62 Jahre alt, woraus sich das sonst nicht bezeugte Geburtsjahr 1427 ergibt. Die ebenfalls verlorene Stifterinschrift lautete: „Jerg von sachsenhain stiffter dises altars dem gott gnedig sey.“ Zwei Jahrzehnte nach Jörg von Sachsenheims Tod 1508 wurde noch eine weitere, heute verlorene Inschrift ergänzt: „anno 1508 starb der edel und vest junckher Jörg von Sachsenhaim des alten Herr Hermann Son an Sankt Jakobs Tag des größeren“.

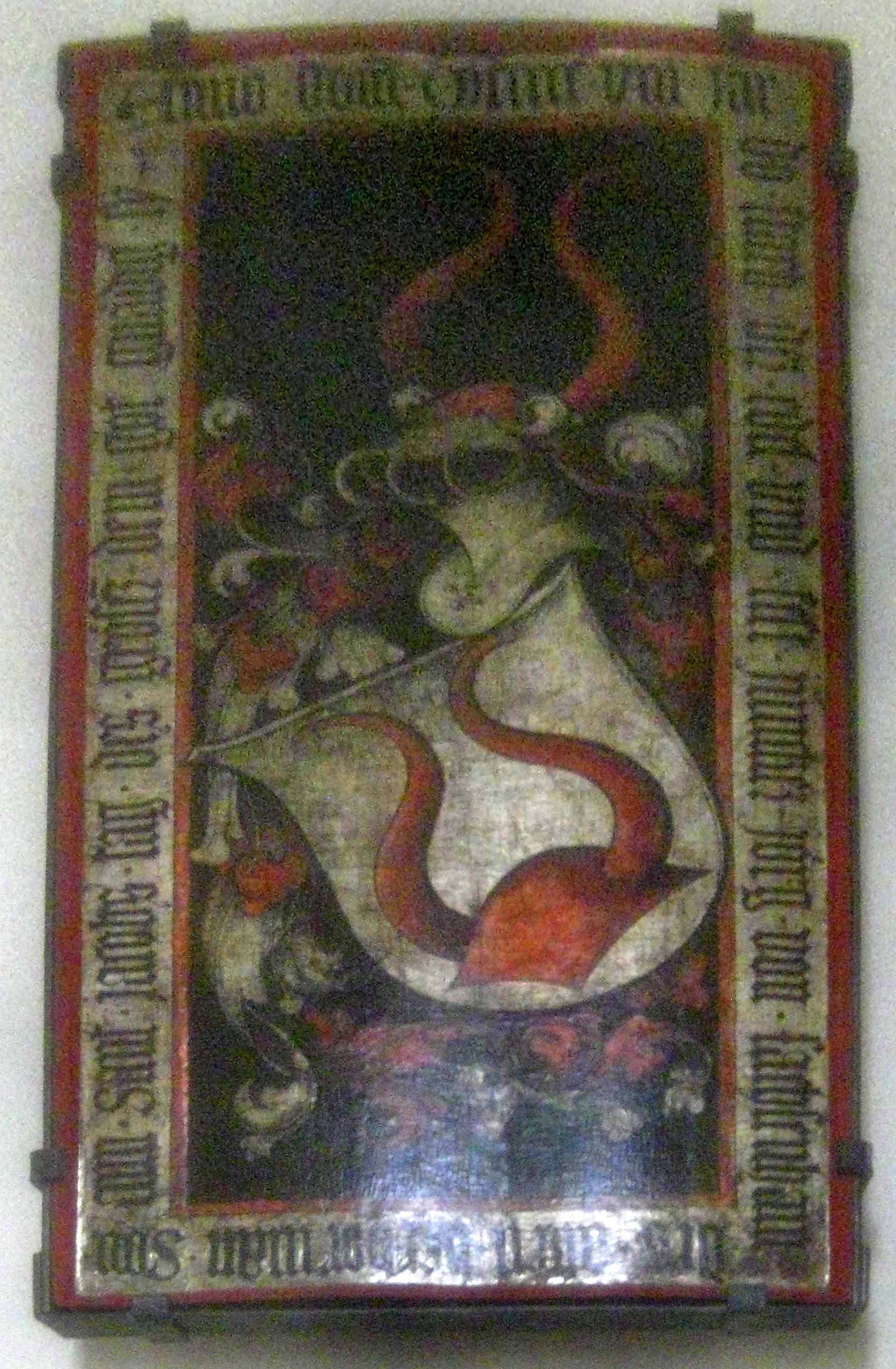
Totentafel des Jörg von Sachsenheim, 1508.

Der Altar entging während des Zweiten Weltkrieges dank einer starken Schutzmauer der Zerstörung. Nach dem Krieg rettete Gustav Wais 1955 den Altar, den er bis auf die fehlenden vier Figuren wieder zusammensetzen konnte und im Städtischen Lapidarium Stuttgart aufstellte. In späteren Jahren wurde der Altar wieder in die Hospitalkirche transferiert.
Zum Erhaltungszustand: Im Baldachin fehlen zwei kleinere Figuren. An beiden Seiten des Reliefs war ebenfalls einst je eine größere Figur angebracht. Die Farben des Reliefs sind stark verblasst, und die Mund- und Nasenpartien der drei dargestellten Personen sind beschädigt.

## Totenschild
Im Langhaus der evangelischen Pfarrkirche St. Fabian und St. Sebastian im Sachsenheimer Stadtteil Großsachsenheim hängt eine etwa 130 cm hohe Holztafel, der Totenschild des Jörg von Sachsenheim. Die Tafel zeigt rot-silbern auf schwarzem Grund das nach links geneigte Büffelhörnerwappen der Herren von Sachsenheim, darüber einen Turnierhelm, bekrönt von einer Helmzier aus zwei Büffelhörnern und umrankt von einer Helmdecke aus großen Akanthusblättern. Am Helmhals hängt eine Kette mit dem Kreuz des Deutschen Ordens. Die schwarze Umschrift des Totenschilds ist in gotischer Minuskelschrift auf weißem Grund gehalten und lautet ähnlich wie eine der Inschriften des Sachsenheim-Altars:
„anno 1508 starb der edel und vest junckher Jörg von Sachsenhaim des alten Herr Hermann Son an Sankt Jakobs Tag des größeren“ (Todesdatum 25. Juli 1508).